# Sarton
Sarton es una comuna francesa situada en el departamento de Paso de Calais, en la región de Alta Francia.

## Demografía
| 237 | 206 | 200 | 163 | 150 | 162 | 189 |
| Para los censos de 1962 a 1999 la población legal corresponde a la población sin duplicidades (Fuente: INSEE [Consultar]) |     |     |     |     |     |     |